# Agim Çeku
Agim Çeku (* 29. října 1960, Ćuška) je kosovoalbánský politik, podnikatel, bývalý voják a terorista podezřelý z válečných zločinů, jeden z vedoucích představitelů tzv. „kosovské mafie“ [zdroj?]. Od 10. března 2006 do 9. ledna 2008 byl Agim Çeku (6.) albánským premiérem Kosova (zvolen Kosovským shromážděním).

## Vojenská kariéra
Po ukončení vojenské akademie v Bělehradě nastoupil Çeku službu v JNA. V roce 1991 přešel do nově se tvořících Ozbrojených sil Chorvatské republiky. Zde se dostal do funkce brigádního generála. Byl jedním z organizátorů chorvatských vojenských operací Medacká kapsa (Medacký masakr), Spálená země a Bouře. V roce 1999 Agim Ceku chorvatskou armádu opustil a přesunul se do rodného Kosova. Tam byl v květnu 1999 jmenován vrchním vojenským velitelem vojenské organizace Kosovská osvobozenecká armáda (UÇK) obviňované z terorizmu. Po obsazení Kosova vojsky NATO Çeku organizoval přeměnu UÇK na KPC (Kosovský ochranný sbor – též TKM). Přesto docházelo k vraždění nealbánských obyvatel Kosova a ničení a vypalování nealbánských vesnic, pravoslavných kostelů a kulturních památek mezinárodního významu.

## Podnikatelské aktivity
Agim Çeku je považován za součást nejvyšší vrstvy kosovoalbánské mafie, která žije z prodeje drog a z obchodu s „bílým masem“.[zdroj?] Çeku vlastní obchodní hotelovou společnost „Sloga“ v Prištině, dále prištinské hotely „Grand“ a „Bozur“ a více než 60 nočních klubů po celém Kosovu[zdroj?], které jsou považovány za hnízda ilegálních obchodů, pašování drog, zbraní a také centra prostituce.[zdroj⁠?!]

## Osobní život
Se svou chorvatskou ženou má tři děti. Čas věnovaný rodině tráví Çeku v chorvatském městě Zadar.

## Zatčení

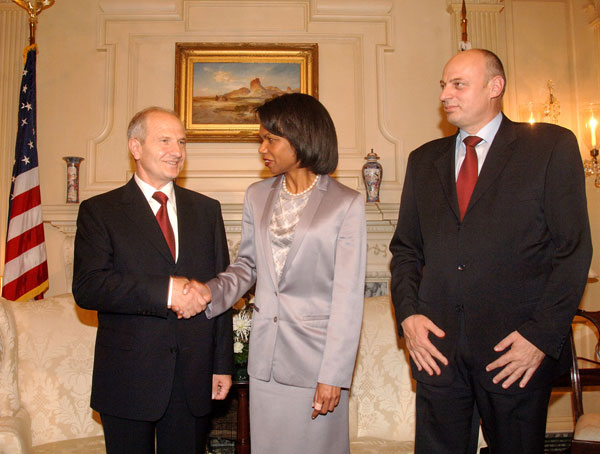
Agim Ceku a americká ministryně zahraničí Condoleezza Riceová

Na Agima Çeku byl v roce 2002 vydán mezinárodní zatykač a již v minulosti byl dvakrát zatčen. Zatykač Interpolu na něj byl vydán za vraždy a mučení srbských i albánských civilistů a za vraždy srbských policistů. Çeku se pohyboval i na území České republiky, kde probíhal tzv. „záchranářský výcvik“ vojáků z KPC. Při cestě z Prahy byl zadržen na letišti v Budapešti, ale po intervenci správce Kosova musel být propuštěn. V roce 2003 byl zadržen ve Slovinsku, ovšem i odtud byl na zásah z vyšších míst propuštěn a dále je zabraňováno tomu, aby byl vydán k Mezinárodnímu soudu v Haagu. 22. června 2009 byl zatčen na hraničním přechodu v Bulharsku na základě zatykače srbského Interpolu. O tři dny později byl propuštěn z vazby, ale nesměl opustit Bulharsko, dokud se srbská žádost neprošetří. Ani v tomto případě však nebyl vydán a později se mohl vrátit do Kosova.